# Селма Риза
Селма Риза (тур. Selma Riza; Истанбул, 5. фебруар 1872 — Истанбул, 5. октобар 1931) била је прва турска новинарка. Била је такође једна од првих новелиста у Турској. После њене смрти, њени рођаци узимају презиме Фераџели (тур. Feraceli); тако да је понекад позната и као Селма Риза Фераџели.

## Биографија
Селма је рођена 5. фебруара 1872. године у Истанбулу. Њен отац је био Али Риза, дипломата Османског царства у Аустроугарској, њена мајка се звала Наиле и била је потурчена Аустријанка.
После школовања код приватних учитеља у Цариграду, отишла је у Париз 1898. године како би се придружила свом старијем брату Ахмету Ризи, који је био члан покрета Младотурци. Студирали је на Универзитету Сорбона у Паризу, била је члан Комитета за јединство и прогрес (КЈП). Селма Риза била је једина женска особа у комитету. У Паризу је писала за 2 новинска листа, издатих од стране Комитета за јединство и прогрес:Мечверет (фр. Mechveret Supplément Français) на француском језику и Шурај Химет (тур. Şura’i Himmet на турском језику. 1908. године Риза се вратила у Цариград и почела је да ради за два новинска листа: Часопис за жене (тур. Hanımlara Mahsus Gazete) и Женски свет (тур. Kadınlar Dünyası). Од 1908. до 1913. године генерални секретар Турског црвеног полумесеца. Током последњих година Османског царства покушала је да палату Адила-султана у Истанбулу трансформише у женску школу. Уз помоћ свог брата, успела је у својој намери и палата се користили као женска гимназија све до 1986. године када је изгорела у пожару.
Селма Риза је умрла 5. октобра 1931. године.
1892. године, у својој 20 години, Селма је написала необјављен роман под насловом "Пријатељство" (тур. Uhuvvet). Роман је објављен 1999. године, дуго после њене смрти, од стране Министарства културе Републике Турске.